# Luzonichthys seaver
Luzonichthys seaver là một loài cá biển thuộc chi Luzonichthys trong họ Cá mú. Loài này được mô tả lần đầu tiên vào năm 2015, được theo họ của gia đình Seaver, để ghi nhận những sự hỗ trợ đến từ Viện Nghiên cứu Hải dương Seaver đối với các tác giả.

## Phân bố và môi trường sống
L. seaver có phạm vi phân bố giới hạn ở Tây Nam Thái Bình Dương. Loài cá này hiện chỉ được tìm thấy tại đảo Pohnpei thuộc Liên bang Micronesia, được thu thập ở độ sâu khoảng từ 90 đến 100 m. Một mẫu vật cá con được cho là của L. seaver đã được thu thập ở đảo Moorea (Polynesia thuộc Pháp), nhưng không phải là mẫu vật của các tác giả. Do đó, L. seaver có thể sẽ được phát hiện ở Moorea và các địa điểm khác trên Thái Bình Dương.

## Mô tả
Chiều dài cơ thể tối đa được ghi nhận ở L. seaver là 4,6 cm. Vây đuôi xẻ thùy; thùy đuôi nhọn. Đầu có màu vàng, trải dài khắp nửa trước của phần thân trên, chuyển sang màu hồng tươi ở nửa sau. Nửa thân dưới có màu hồng cam. Vây ngực và vây bụng màu trắng. Vây lưng màu vàng với gốc vây màu hồng. Vây hậu môn màu vàng với màng trong suốt. Phần trên và phần dưới của gốc vây đuôi có màu hồng; nửa sau của vây đuôi màu vàng. So với các thành viên thuộc chi Luzonichthys, L. seaver giống nhất với hai loài họ hàng là Luzonichthys earlei và Luzonichthys whitleyi.
Số gai ở vây lưng: 10; Số tia vây mềm ở vây lưng: 16; Số gai ở vây hậu môn: 3; Số tia vây mềm ở vây hậu môn: 7; Số tia vây mềm ở vây ngực: 19 - 21; Số vảy đường bên: 63 - 64; Số gai ở vây bụng: 1; Số tia vây mềm ở vây bụng: 5.